# Biserica „Sfântul Nicolae” din Vadul-Leca
Biserica „Sf. Nicolae” este o biserică amplasată în Vadul-Leca, raionul Telenești, Republica Moldova. Este un monument arhitectural de importanță națională inclus în Registrul monumentelor Republicii Moldova ocrotite de stat cu nr. 1560 (raionul Telenești). Datează din 1922.